# Mas del carrer Enric d'Ossó
El Mas del carrer Enric d'Ossó és una obra de Tortosa inclosa a l'Inventari del Patrimoni Arquitectònic de Catalunya.

## Descripció
Edificació aïllada situada vora la carretera que creua el pont del Mil·lenari, entre el sector de l'eixample del Temple i el riu. S'hi accedeix directament des d'aquesta, o pel c/ Enric d'Ossó, camí original d'accés. Consta d'un cos principal de planta rectangular i teulada a doble vessant amb tres nivells: magatzems, pis principal i golfes; i dos cossos secundaris adossats en els laterals. Un d'ells, a la banda del riu, és tancat i cobert a una vessant. Era utilitzat com a magatzem. L'altre té el remat superior en forma de terrassa, a la qual s'accedeix des del primer pis. La planta baixa s'obre a l'exterior mitjançant grans finestrals d'arc escarser de maó. Actualment funciona com a oficines, però en origen complia funcions de cuina i menjador. Tot el sector de façana principal, que actualment mira al pont, té al davant un porxo de pilars senzills. Entre el porxo i la paret hi ha una sèrie de ferros amb perfil corbat que sostenen un emparrat. Es conserven també una petita bassa i part de les canalitzacions originals de la propietat.

## Història
Actualment el mas ha perdut la seva funció original d'habitatge i explotació agrícola. És la seu de la Delegació de Tortosa del Departament de Política Territorial i obres públiques de la Generalitat, Servei Territorial de Carreteres e Tarragona.
Per la tipologia i material de construcció sembla fet a finals del segle xix, principis del xx.